# Casa del Palatinado-Zweibrücken

Escudo de la Familia y Real de Suecia del Palatinado-Zweibrücken.

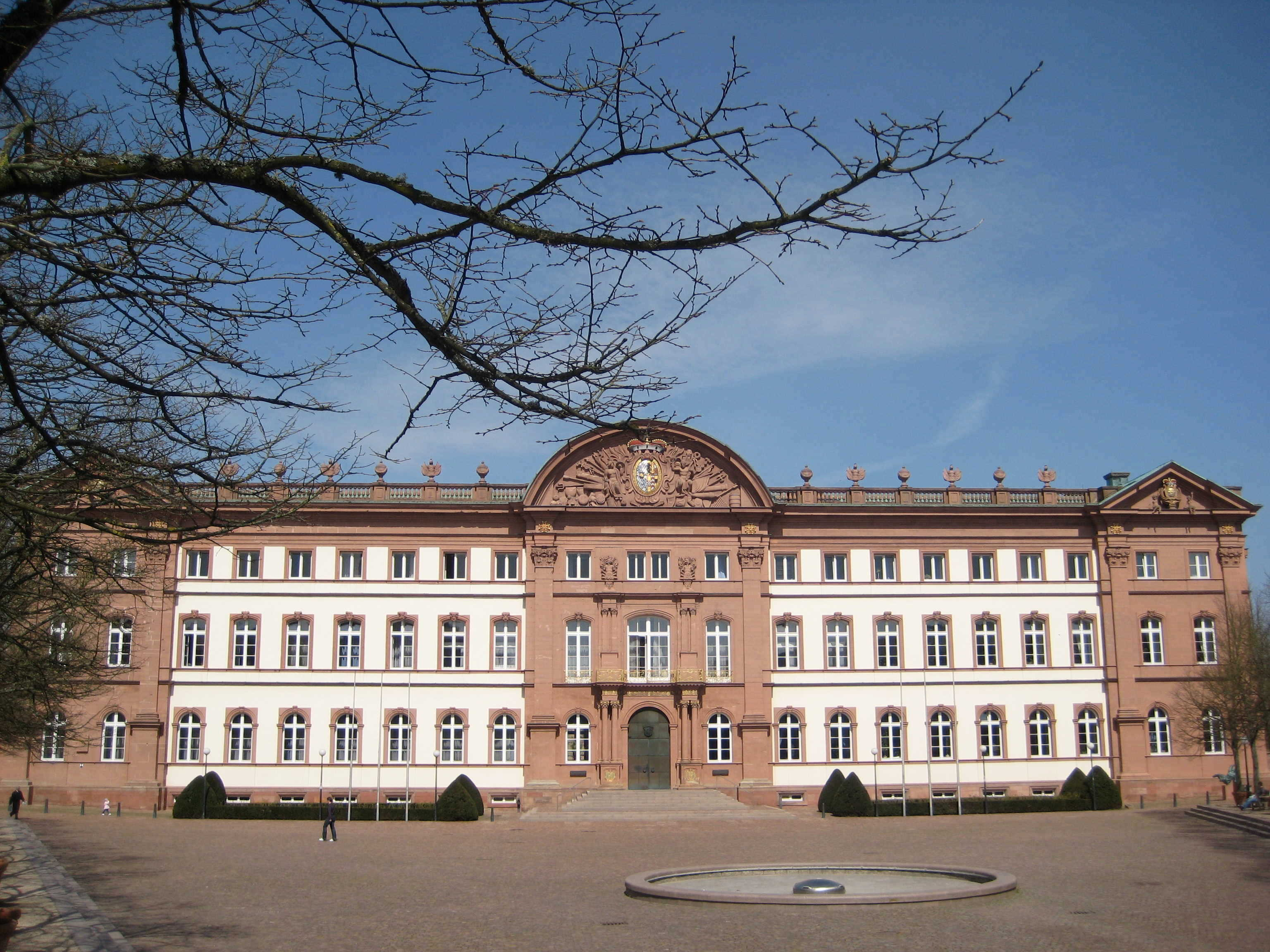
Castillo de Zweibrücken.

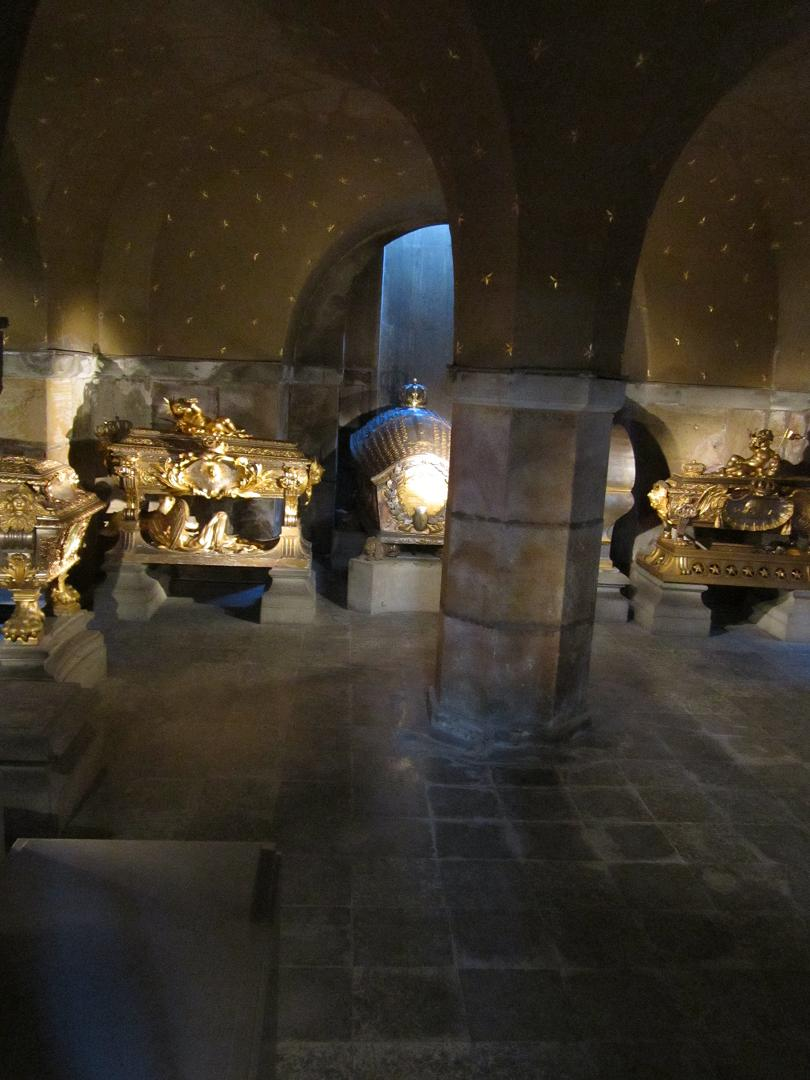
En la tumba caroliniana de la Iglesia de Riddarholmen hay sarcófagos y ataúdes, de los cuatro gobernantes suecos de la Familia del Palatinado, sus padres e hijos.

La Casa del Palatinado-Zweibrücken o Casa de Zweibrücken fue la casa real de Suecia entre 1654 y 1720.
Esta antigua estirpe del Palatinado constituye una de las numerosas ramas de la gran casa de los Wittelsbach. Cuatro son las líneas que sucesivamente llevaron el título condal palatino Zweibrücken.
- La primera adquirió en el siglo XVI el ducado del Palatinado-Neoburgo, cuyo titular, Wolfgang Guillermo, retornó al catolicismo en 1614, y tomó el electorado palatino en 1685; a ella perteneció la reina de España Mariana, segunda mujer de Carlos II, y se extinguió en 1742.
- La segunda, iniciada al adquirir la primera el ducado de Neoburgo, solamente duró en la descendencia masculina hasta 1661.
- De ella proceden: la tercera, condes palatinos y duques del Palatinado-Zweibrücken-Landsberg, que heredaron en 1661, y se extinguió a su vez en línea masculina en 1675; y la de los condes palatinos y duques de Palatinado-Zweibrücken-Kleeburg, que llegó a reinar en Suecia por el matrimonio del duque Juan Casimiro con la princesa Catalina, hija de Carlos IX, de la dinastía Vasa. En esta fecha sube, pues, al trono sueco el hijo de Juan Casimiro y Catalina, Carlos X Gustavo, nacido el 8 de noviembre de 1622, casado con Eduviges Leonor, princesa de Holstein-Gottorp, y fallecida el 23 de febrero de 1660.[2][3]
- Su hermano Adolfo Juan, sucesor en el ducado del Palatinado-Kleeburg, inició la cuarta línea de Zweibrücken al heredar este condado en 1675, fecha de la muerte del último conde, de la tercera línea, Guillermo Luis. A Carlos X Gustavo le sucedió su único hijo Carlos XI, nacido el 24 de noviembre de 1655, casado con Ulrica Leonor, princesa de Dinamarca, y fallecida en 1697.[2]

Sus hijos fueron los últimos vástagos de la rama, entre ellos Carlos XII, su sucesor, que murió soltero y sin descendencia, en el asedio de Fredriksten (Noruega), el 11 de diciembre de 1718; y Ulrica Leonor, sucesora de su hermano, nacida el 23 de enero de 1688, aclamada reina el 18 de diciembre de 1718 y elegida el 14 de febrero de 1719, casada con Federico I, landgrave de Hesse-Kassel, quien, a instancias de su mujer, le sucedió el 4 de febrero de 1720 y falleció en 1751, sin descendencia, dando paso a la dinastía de Holstein-Gottorp. La dinastía Zweibrücken, de raigambre flamenca, hizo que Suecia interviniera activamente, por obra de Carlos XII, en el concierto político de los países centroeuropeos.

## Descendencia patrilineal
- Esteban del Palatinado-Simmern-Zweibrücken (r. 1410-1459).
- Luis I de Zweibrücken   (Ludwig I.) llamado el Negro (der Schwarze), primer duque del Palatinado-Zweibrücken (r. 1459-1489)
- Gaspar de Zweibrücken (Kaspar) (r. 1489-1490).
- Alejandro de Zweibrücken, Alejandro el Cojo (Alexander der Hinkende) (r. 1489-1514).
- Luis II de Zweibrücken (Ludwig II.) llamado el Joven (der Jüngere) (r. 1514-1532).
- Wolfgang de Zweibrücken (Wolfgang) (r. 1532-1569).
- Juan I de Zweibrücken,  el Cojo (Johann I. der Hinkende) (r. 1569-1604).
- Juan Casimiro del Palatinado-Kleeburg (r. 1617-1652), casado con Catalina de Suecia.
- Carlos X Gustavo de Suecia (1654-1660), como conde del Palatinado-Kleeburg (r. 1652-1654).
- Carlos XI de Suecia (r. 1660-1697),  en unión personal con el ducado del Palatinado-Zweibrücken, como Carlos I (r. 1681-1697).
- Carlos XII de Suecia (r. 1697-1718), en unión personal con el ducado del Palatinado-Zweibrücken, como Carlos II (Karl II.) (r. 1697-1718).
- Ulrica Leonor de Suecia (r. 1718-1720).

## Ramas menores
Algunas ramas cadetes son:
- Casa de Palatinado-Kleeburg
- Casa de Palatinado-Veldenz
- Casa de Palatinado-Neoburgo
- Casa de Palatinado-Sulzbach
- Casa del Palatinado-Birkenfeld